# Pont d’Aveny

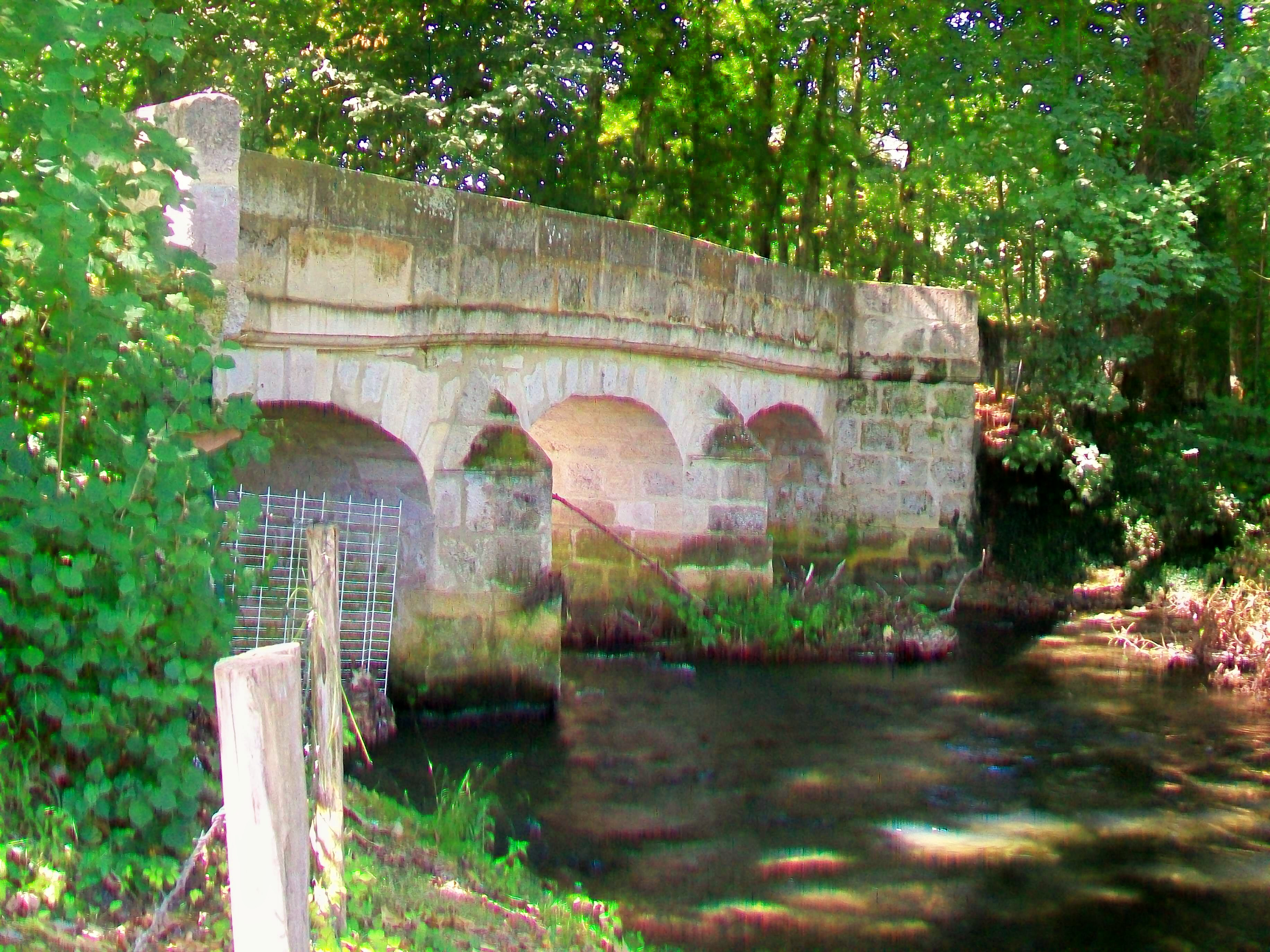
Pont d’Aveny in Montreuil-sur-Epte

Die Brücke Pont d’Aveny in Montreuil-sur-Epte, einer Gemeinde im Département Val-d’Oise in der französischen Region Île-de-France, wurde 1744 bis 1746 erbaut, um eine hölzerne Brücke zu ersetzen. Die Brücke ist seit 1995 als Monument historique geschützt.
Die Brücke über den Fluss Epte verbindet die Départements Val-d’Oise und Eure. Die dreibogige Brücke wird an den Pfeilern von dreieckigem Strebewerk verstärkt.